# Cecilia Roth
Cecilia Edith Rotenberg Gutkin, més coneguda per Cecilia Roth (Buenos Aires, 8 d'agost de 1956), és una actriu argentina de cinema, teatre i televisió. Guanyadora de dos Premis Goya i un Premi del Cinema Europeu. És coneguda per ser una chica Almodóvar i la musa de Fito Páez durant els anys 90.

## Biografia
El seu pare, Abrasha Rotenberg, és un ucraïnès d'origen jueu que es va establir als anys 30 a Buenos Aires, on va treballar com a escriptor, editor i periodista. La seva mare, la cantant Dina Rot, va néixer a Mendoza i va passar la seva infància a Santiago de Chile. El seu germà Ariel Rot també és músic i viu a Espanya.
Comença com a actriu al seu país fins que el 1976 s'estableix a Espanya fugint de la Dictadura militar. No ha deixat de treballar allà, tot i triomfar plenament en el cinema espanyol des de les seves primeres aparicions a Las verdes praderas, de José Luis Garci, Arrebato, d'Iván Zulueta o Laberinto de pasiones, de Pedro Almodóvar.
Entre les seves pel·lícules més destacades hi ha Un lugar en el mundo i Martín (Hache), totes dues d'Adolfo Aristarain, i també el seu paper protagonista a Todo sobre mi madre, també d'Almodóvar; amb tots dos directors obté premis Goya per la millor interpretació femenina.
Per a televisió va protagonitzar les telenoveles Por amor junt a Arnaldo André i Marita Ballesteros, Nueve lunas i les unitàries Laura y Zoe amb Susú Pecoraro, Trátame bien i Epitafios al costat de Julio Chávez i Leonardo Sbaraglia.
Va estar casada amb el cantautor Fito Páez, amb qui va adoptar un fill, Martín. Prèviament havia estat casada amb Gonzalo Gil.
A més de fer cinema i televisió, també s'ha dedicat a fer teatre, tant a Argentina com a Espanya. Entre el 2013 i el 2014 va treballar en l'obra de Philippe Blasband, Una Relación Pornográfica, junt a Darío Grandinetti.
És membre fundadora de l'Academia de las Artes y Ciencias Cinematográficas de la Argentina i va ser vicepresidenta segona de la seva primera comissió directiva.

## Filmografia
Alguns dels treballs més destacats en què ha participat com a actriu han estat els següents:

### Cinema
- No toquen a la nena (1976).
- Crecer de golpe (1977).
- Arrebato (1979)
- Las verdes praderas (1979)
- La familia, bien, gracias (1979).
- Pepe, no me des tormento (1981).
- Laberinto de pasiones (1982).
- Entre tinieblas (1983).
- ¿Qué he hecho yo para merecer esto? (1984).
- El jardín secreto (1984).
- Los amores de Kafka (1988).
- Yo la peor de todas (1990).
- Vivir mata (1991)
- Un lugar en el mundo (1991).
- Martín (Hache) (1997).
- Cenizas del paraiso (1997).
- Todo sobre mi madre (1999).
- Una noche con Sabrina Love (2000).
- Vidas privadas (2001).
- Antigua vida mia (2000).
- El nido vacío (2008).
- Kamchatka (2002).
- La hija del caníbal (2003).
- "Otros días vendrán" (2005).
- Sofacama (2006).
- El nido vacío (2008).
- Matrimonio (2012).
- Los amantes pasajeros (2013).
- Horas (2016).
- Migas de pan (2016).
- Robledo Puch (2017).
- El Ángel (2018)
- Dolor y gloria (2019)
- Crímenes de familia (2020)
- Hasta el cielo ida y vuelta (2020)
- El prófugo (2021)

### Televisió
- Epitafios 2004-2009, HBO.
- Trátame bien (2009), El Trece.
- El pacto (2011), América TV.
- En terapia (tercera temporada) (2014) TV Pública.
- Historia de un clan (2015), Telefe.
- Supermax (2017). Rede Globo / TV Pública.
- El embarcadero (2019)
- Los internacionales (2020)
- La mesías (2023)

### Narració
| Any   | Programa      | Canal      | Notes             |
| ----- | ------------- | ---------- | ----------------- |
| 2015- | Atlántico sur | TV Pública | Debut de narració |

## Teatre
| Any       | Obra                       | Direcció       |
| --------- | -------------------------- | -------------- |
| 2006      | Disparatados en Varieté!   |                |
| 2006-2007 | Días contados              | Oscar Martínez |
| 2010      | Amor, dolor y qué me pongo | Mercedes Moran |
| 2013-2014 | Una relación pornográfica  | Javier Daulte  |

## Premis i nominacions

### Premis Goya
| Any  | Categoria     | Pel·lícula          | Resultat   |
| 1998 | Millor actriu | Martín (Hache)      | Guanyadora |
| 2000 | Millor actriu | Todo sobre mi madre | Guanyadora |

### Premis Cóndor de Plata
| Any  | Categoria                    | Pel·lícula                 | Resultat   |
| 1993 | Millor actriu                | Un lugar en el mundo       | Guanyadora |
| 1998 | Millor actriu                | Martín (Hache)             | Guanyadora |
| 2001 | Millor actriu                | Una noche con Sabrina Love | Nominada   |
| 2002 | Millor actriu                | Antigua vida mía           | Nominada   |
| 2007 | Millor actriu de repartiment | Sofacama                   | Nominada   |

### Fotogramas de Plata
| Any  | Categoria     | Pel·lícula          | Resultat   |
| 1999 | Millor actriu | Todo sobre mi madre | Guanyadora |

### Premis Konex
| Any  | Categoria                  | Resultat   |
| 2001 | Millor Actriu de la dècada | Guanyadora |

### Premis Martín Fierro
| Any  | Categoria                  | Programa      | Resultat   |
| 1992 | Millor actriu de novel·la  | Amores        | Nominada   |
| 1993 | Millor actriu de novel·la  | Desde adentro | Nominada   |
| 1994 | Millor actriu de novel·la  | Nueve lunas   | Guanyadora |
| 2008 | Millor actriu de minisèrie | Epitafios     | Nominada   |
| 2009 | Millor actriu de minisèrie | Trátame bien  | Guanyadora |

### Altres premis
- Medalla d'Or al Mèrit en les Belles Arts (2009)
- Festival de Cinema Iberoamericà de Huelva: Colón de Plata a la millor actriu per Una noche con Sabrina Love (2000)
- Premi Sant Jordi de Cinema per Todo sobre mi madre (1999)
- Premis ACE (Nova York) per Martín (Hache) (1997)